# Saxparty 12
Saxparty 12 är ett studioalbum från 1985 utgivet av det svenska dansbandet Ingmar Nordströms på skivmärket Frituna. Albumet placerade sig som högst på 12:e plats på den svenska albumlistan.

## Låtlista
1. Här är vi (Live is Life)
2. Ännu doftar kärlek
3. Gösta Gigolo (Schöner Gigolo, armer Gigolo)
4. Over the Rainbow
5. Ja, nu så vet jag vad kärlek är (Am Weissen Strand Von San Angelo)
6. Om och om igen (Just Out of Reach)
7. Låt det svänga (La det swinge)
8. Här är sommaren (The Summertime)
9. Jag ska aldrig nånsin glömma dig
10. Going home (tema från filmen "Local Hero")
11. Solens ö (Blue Hawaii Bay)
12. Kärleken
13. Sommarens sång
14. Ring ring

## Listplaceringar
| Lista (1985) | Topplacering |
| ------------ | ------------ |
| Sverige      | 15           |

### Fotnoter
1. ↑  Listplacering